# Kenneth Stirling Conservation Park
Kenneth Stirling Conservation Park är en park i Australien. Den ligger i delstaten South Australia, omkring 18 kilometer öster om delstatshuvudstaden Adelaide.
Runt Kenneth Stirling Conservation Park är det ganska glesbefolkat, med 35 invånare per kvadratkilometer.. Närmaste större samhälle är Adelaide, omkring 18 kilometer väster om Kenneth Stirling Conservation Park. 
Trakten runt Kenneth Stirling Conservation Park består till största delen av jordbruksmark. Genomsnittlig årsnederbörd är 729 millimeter. Den regnigaste månaden är juni, med i genomsnitt 133 mm nederbörd, och den torraste är december, med 21 mm nederbörd.